# Кудровский проезд
Ку́дровский прое́зд — проезд в Невском районе Санкт-Петербурга. Проходит в Весёлом Посёлке от проспекта Большевиков до границы Санкт-Петербурга.

## История
Проезд получил название 23 июня 2011 года по деревне Кудрово (ныне город), в сторону которой ведёт.

## Пересечения
С запада на восток Кудровский проезд пересекают следующие улицы:
- проспект Большевиков — Кудровский проезд примыкает к нему;
- Якутская улица — примыкание.

## Транспорт
Ближайшая к Кудровскому проезду станция метро — «Улица Дыбенко» 4-й (Правобережной) линии (около 1,3 км по проспекту Большевиков от начала проезда).
По проезду проходит автобусный маршрут № 596Б.
На расстоянии около 850 м по прямой от конца Кудровского проезда расположена грузовая железнодорожная станция Нева.

## Общественно значимые объекты
- супермаркет «Перекрёсток» (у примыкания к проспекту Большевиков) — проспект Большевиков, дом 32, корпус 1